# イランの女子サッカー

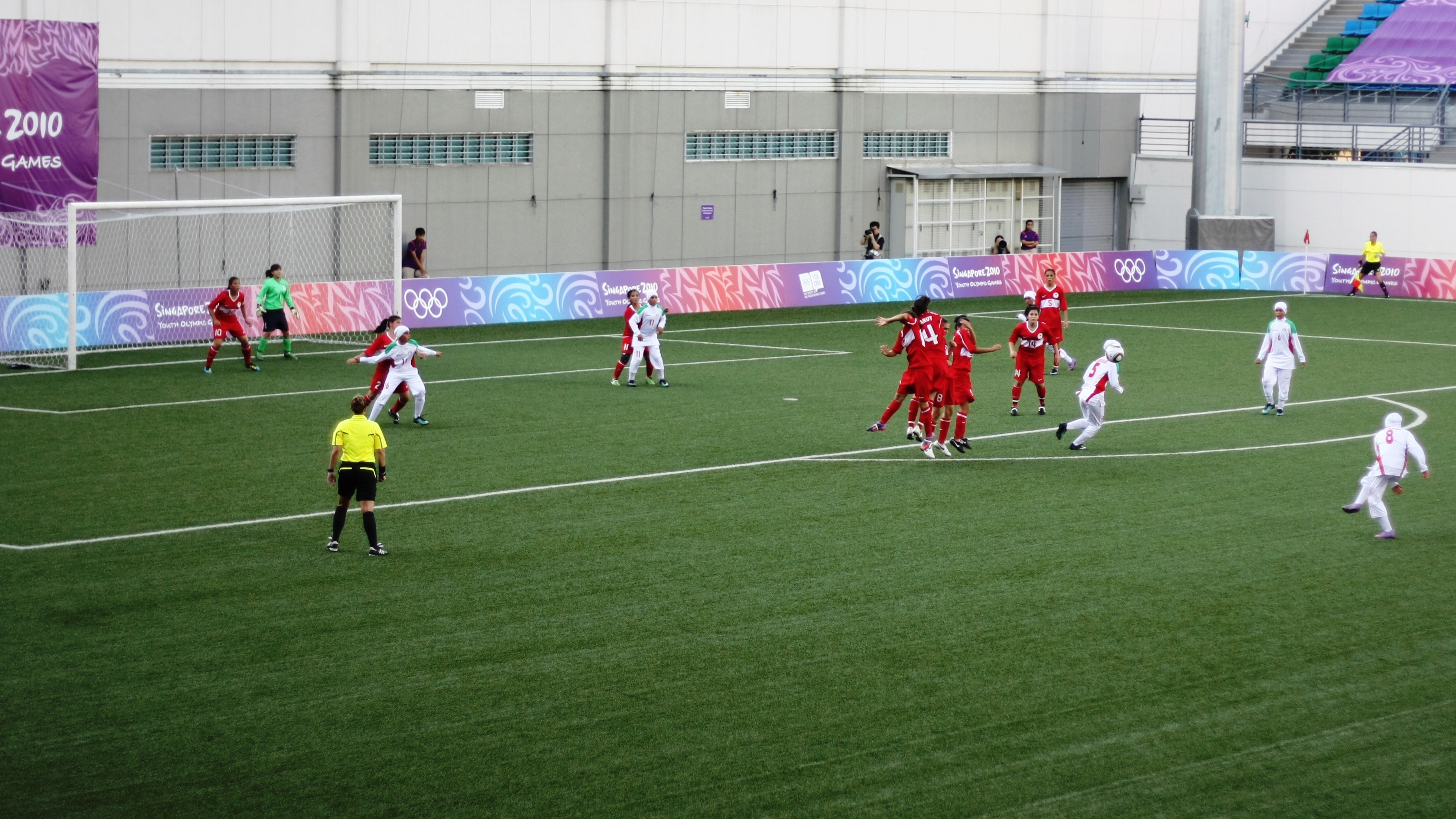
イラン対トルコ、2010年シンガポールユースオリンピックにて

イランの女子サッカー（イランのじょしサッカー）では、イランにおける女子サッカー事情について記述する。

## 概要
イラン国内ではサッカーは非常に人気がある。長年にわたってサッカーはイランの人々の生活の一部に溶け込み、学校や路上のストリートサッカー、サッカークラブなど様々なレベルでサッカーが行われている。イランの女性は徐々にサッカーをプレーするようになっており、インフラ整備、発展を前に女子サッカー人口の増加は時間の問題となっている。サッカーイラン女子代表はアジアサッカー連盟 (AFC) などの国際大会にも出場している。

## 歴史

### 1970年代
イランにおける女子サッカーは1970年に始まった。女性は街の通りで男性が行なっていたストリートサッカーに個人として参加するようになり、幾らかの男子サッカーの試合にも参加するようになった。その後、日本で開催された国際サッカー連盟 (FIFA) のトレーニングコースにイランからも多くのトレーナーが参加し、サッカー日本女子代表が韓国代表、シンガポール代表、インド代表と試合をする様子を視察した。これはイラン国内の女子サッカーに大きな刺激を与えた。以降、国内の競技レベルを適切な水準まで高めるために重大な決定がなされた。すなわち、女子サッカークラブの創設である。
タージ（現エステグラル）はサッカークラブの女子部門を創設した国内初のクラブである。その後、女子サッカー競技を目指すイランの女性はトレーニング施設や、タージやDeyhim、ペルセポリス、オガーブFC、Khasramといった女子部門を持つサッカークラブに所属するようになった。これらのクラブの間で異なる様々な大会が行われようになり、優れた選手が選抜され最初のサッカーイラン女子代表が結成された。このチームは以前はバレーボールやバスケットボール、陸上競技を行っていた12歳から18歳までのスポーツ選手で構成されていた。彼女らはスポーツ雑誌で初のサッカーイラン女子代表が取り上げられるようになると真剣にトレーニングに打ち込み始め、非常に多くの女性ファンがイラン代表をサポートするようになった。国全体の教育機関の助けにより、若く才能ある選手が代表に選出されるようになった。
1971年には 女子スポーツ雑誌と航空会社のスカンジナビア航空 (S.A.S) によりイランサッカー連盟立ち会いのもと大会が企画され、サッカーイタリア女子代表をイランに招いてタージとテヘラン選抜がそれぞれアムジャデフ・スタジアムで試合を行った。イラン国内の女子サッカーは1979年にイラン革命が起きるまで発展を続けた。

### 1990年代
イラン革命以後、国内の女子サッカーは活動量が減っていたが、1993年に室内競技のフットサルという形で女子サッカーが国立女子大学のアルザフラー大学で行われるようになった。初めは大学のスポーツ管理局に競技大会開催を拒否されたが、女子学生がサッカーに対する情熱を示したことで、大学は規則を曲げ、イラン革命後初の非公式女子サッカー大会が開催された。この大会には10チームが参加し、その多くはアルザフラー大学内の女子サッカーチーム、残りは他の国立大学の女子サッカーチームが参加した。女子サッカー活動はその後も続き、1997年には体育専門教育機関が女子フットサル委員会を創設した。これ以降、国内のスポーツクラブは公式に女子フットサルチームを立ち上げるようになった。

### 2000年代
2001年以降、初の公式な全国女子学生サッカー大会が教育省とアルザフラー大学の下で創設された。この大会には12の大学の女子サッカーチームが参加した。2004年、その後も関係者の努力は続いたものの施設提供にはなかなか結びつかず、質の高いピッチでは時折女子チームが少人数でヒジャブを被って練習を行うといった具合だった。男性と同じ時間帯にスタジアムで練習を行う許可を得るための試みも行われた。日時が違うため、女子サッカー選手は男子の試合が行われた後で練習を行うことになり、良質な状態のピッチで練習ができない状態だった。今日では、女子サッカー選手は室内競技施設のみ利用可能となっている。2005年まで、外国のチームが参加して多くの大会が行われている。